# 2010年4月

## 4月1日
- 联合国安理会五个常任理事国和德国已经同意针对伊朗有争议的核项目草拟新的制裁方案。美国之音
- 非洲幾內亞比紹發生政變。總理戈梅斯一度被扣留，而副總參謀長恩迪賈據稱控制局勢。BBC中文網（页面存档备份，存于）
- 英国政府在威尔特郡斯温顿正式设立英国航天局，以取代原来的英国国家航天中心。新华网BBC中文网（页面存档备份，存于）

## 4月4日
- 墨西哥下加利福尼亚州发生里氏7.2级地震，造成至少2人死亡，200多人受伤。新华网 Archive.today的存檔，存档日期2013-04-28新华网 Archive.today的存檔，存档日期2013-04-28

## 4月5日
- 中国山西王家岭煤矿因3月28日发生透水事故而被困井下长达8天的115名矿工被解救出井。新华网（页面存档备份，存于）
- 美国发现号航天飞机在佛罗里达州肯尼迪航天中心发射升空，前往国际空间站。新华网（页面存档备份，存于）
- Wikileaks网站公开一段2007年7月12日美国军队的直升机在巴格达误杀两名英国路透社工作人员的视频。新华网（页面存档备份，存于）

## 4月6日
- 印度中央后备警察部队在切蒂斯格尔邦遭到反政府武装组织纳萨尔派游击队的伏击，致使76名警察身亡。新华网（页面存档备份，存于）
- 吉爾吉斯爆發反政府示威，造成至少一百人死亡。搜狐新闻（页面存档备份，存于）
- 俄羅斯杜布納聯合核研究所宣布在2009年8月20日合成門捷列夫元素周期表第117號元素：Ununseptium。观察者网（页面存档备份，存于）
- 科學家日前在地中海海底沉積物中發現3種在無氧環境中生活的屬於鎧甲動物門的動物，這是首次發現能終生在無氧環境中存活的多細胞動物。科学网（页面存档备份，存于）

## 4月7日
- 吉爾吉斯斯坦包括首都比什凱克、納倫等城市爆發反政府示威，造成至少一百人死亡。總理达尼亞爾·烏謝諾夫宣布，全國進入緊急狀態。英國廣播公司（页面存档备份，存于）
- 泰國首相阿披實在紅衫軍衝擊國會大樓後宣佈延長國家安全法至20日，首都曼谷進入緊急狀態。美聯社
- 科学家日前在地中海海底沉积物中发现3种在无氧环境中生活的属于铠甲动物门的动物，这是首次发现能终生在无氧环境中存活的多细胞动物。新华网（页面存档备份，存于）
- 法国雷诺、日本日产和德国戴姆勒这三家汽车业巨头在布鲁塞尔签署协议结成同盟，决定在小型车和发动机研发等方面展开广泛合作。新华网（页面存档备份，存于）
- 俄罗斯杜布纳联合核研究所宣布在2009年8月20日合成门捷列夫元素周期表第117号元素Ununseptium。科技日报

## 4月8日
- 2010年吉爾吉斯斯坦革命：反對派成立「人民信任政府」，由蘿扎·奧通巴耶娃任總理。軍隊已予以合作，全國北部四州已經受控制。英國廣播公司（页面存档备份，存于）
- 美国总统奥巴马和时任俄罗斯总统梅德韦杰夫在捷克首都布拉格签署新的核裁军条约，同意进一步削减和限制进攻性战略武器。 新华网（页面存档备份，存于）
- 英国航空公司与西班牙伊比利亚航空公司签署合并协议，组成以营业收入计排名世界第三的航空公司。网易（页面存档备份，存于）
- 一个国际科研团队公布的研究成果表明，他们在南非发现了两具不完整的类人动物骨骼化石，这些化石属于新的类人物种。科学家将其所属物种命名为南方古猿源泉种。新华网（页面存档备份，存于）
- NBA東區球隊夏洛特山貓成軍六年首次打入NBA季後賽。腾讯体育（页面存档备份，存于）

## 4月9日
- 斯里兰卡总统马欣达·拉贾帕克萨率领的执政联盟在8日举行的议会选举中获胜，获得议会半数以上的议席。新华网 Archive.today的存檔，存档日期2013-04-28
- 2010年联合国气候变化首轮谈判在《联合国气候变化框架公约》秘书处所在地德国波恩拉开帷幕。人民网（页面存档备份，存于）

## 4月10日
- 一架载有波兰总统卡钦斯基及众多军政高官的图-154型专机在俄罗斯斯摩棱斯克坠毁，机上96人全部遇难。波兰下议院议长科莫罗夫斯基出任代总统。新华网（页面存档备份，存于）新华网（页面存档备份，存于）新华网（页面存档备份，存于）
- 泰國軍隊當日在首都曼谷驅散紅衫軍的行動中，造成24人死亡及超過870人受傷，是當地自1992年5月（英语：Black May (1992)）後最嚴重的軍民衝突，死者包括5名軍人及一名日籍路透社攝影記者。商業電台（页面存档备份，存于）商業電台（页面存档备份，存于）

## 4月11日
- 苏丹24年来首次多党民主選舉举行。人民网（页面存档备份，存于）
- 欧元区国家的财政部长最后批准了400亿美元的拯救希腊经济的一揽子计划。希腊对此表示欢迎。BBC中文网（页面存档备份，存于）
- 美国选手菲尔·米克尔森在奥古斯塔举行的第74届美国大师赛中夺得冠军，这是他第三次夺得该赛事的冠军。新华网

## 4月12日
- 第94届普利策奖在美国纽约哥伦比亚大学揭晓，《华盛顿邮报》获得4个奖项，《纽约时报》获得3个奖项。国际在线（页面存档备份，存于）

## 4月13日
- 核安全峰会全体会议在华盛顿召开。47个国家的领导人或代表，以及联合国、国际原子能机构和欧盟等国际和地区组织负责人力争就加强核安全和减少核恐怖主义威胁议题达成共识。新华网1 新华网2（页面存档备份，存于）

## 4月14日
- 中国青海省玉树藏族自治州玉树县发生里氏7.1级地震，造成至少300人死亡、8000人受傷。中国新闻网（页面存档备份，存于）
- 中国重庆市第五中级人民法院对文强案作出一审判决，以受贿罪，包庇、纵容黑社会性质组织罪，巨额财产来源不明罪，强奸罪判处原重庆市司法局局长文强死刑。新华网（页面存档备份，存于）
- 冰島埃亞菲亞德拉冰蓋火山一個月內第二次噴發，火山灰導致北歐、西歐以至俄羅斯空中交通癱瘓。半島電視台（页面存档备份，存于） 英國廣播公司（页面存档备份，存于） 新华网（页面存档备份，存于）

## 4月15日
- 南韓海軍把上月在白翎島附近水域爆炸沉沒的天安號船尾打撈出水，發現了31名官兵的遺體。中央廣播電台
- 吉尔吉斯斯坦总统巴基耶夫签署了辞职信，離開该国南部城市賈拉拉巴德，前往哈薩克斯坦。美聯社 新华网 Archive.today的存檔，存档日期2013-04-28
- 英國舉行了歷史上首次大選電視辯論會，三大政黨領袖白高敦、甘民樂及尼克·克萊格都有出席。每日電訊報（页面存档备份，存于）
- 緬甸最大城市仰光在潑水節期間發生炸彈爆炸，造成8死、94傷。海峽時報（页面存档备份，存于）
- 印度首枚国产低温发动机运载火箭GSLV-D3运载火箭在斯里赫里戈达岛萨迪什·达万航天中心发射升空时坠毁。环球网
- 巴西总统卢拉、中国国家主席胡锦涛、俄罗斯总统梅德韦杰夫、印度总理辛格出席在巴西首都巴西利亚举行的金砖四国领导人第二次正式会晤。新华网（页面存档备份，存于）

## 4月16日
- 福州马尾区法院以诽谤罪判处诬告陷害案中的范燕琼有期徒刑两年，吴华英、游精佑有期徒刑一年。新京报（页面存档备份，存于）
- 高盛集团因涉嫌在金融衍生品交易中欺诈投资者，被美国证券交易委员会提起民事诉讼。遭起诉的还有高盛高管法布里斯·图尔。新华网（页面存档备份，存于）

## 4月17日
- 星期三冰島火山爆發帶來的火山灰進一步影響歐洲空中交通。白俄羅斯、烏克蘭、羅馬尼亞部份機場需要關閉。今日美國（页面存档备份，存于）自由歐洲電台（页面存档备份，存于）中央廣播電台

## 4月18日
- 巴基斯坦开伯尔－普赫图赫瓦省科哈特地区一个难民营发生两起自杀式袭击，造成40多人死亡，50多人受伤。国际在线（页面存档备份，存于）
- 因坠机失事身亡的波兰总统莱赫·卡钦斯基及其夫人在南部城市克拉科夫举行国葬后安葬于瓦维尔主教座堂。中国新闻网（页面存档备份，存于）
- 第29届香港电影金像奖在香港文化中心举行，香港导演陈德森执导的《十月围城》获得最佳电影、最佳导演等八个奖项。新华网（页面存档备份，存于）
- 基地组织伊拉克分支领导人阿布·艾尤卜·马斯里在萨拉赫丁省首府提克里特附近被美国和伊拉克联军击毙。新华网 （页面存档备份，存于）

## 4月19日
- 冰島上周火山爆發產生的火山灰抵達加拿大東部，導致紐芬蘭和新斯科舍機場一度關閉。世界日報

## 4月20日
- 韓國拘捕了兩名冒充脫北者，試圖暗殺變節北韓高官黃長燁的北韓間諜。朝鮮日報

## 4月21日
- 斯里兰卡总统马欣达·拉贾帕克萨领导的执政联盟在议会选举中获得225个席位中的144席。新华网
- 乌克兰总统亚努科维奇与俄罗斯总统梅德韦杰夫达成协议，乌克兰同意俄罗斯黑海舰队在塞瓦斯托波尔的驻扎期限延长25年，以换取俄罗斯以优惠价格向乌克兰出售天然气。新华网 Archive.today的存檔，存档日期2013-04-28

## 4月22日
- 一個以紐約為基地的伊斯蘭教組織「革命穆斯林」指摘動畫片《衰仔樂園》褻瀆先知穆罕默德，警告會對卡通作者和監製不利。法新社（页面存档备份，存于）
- 泰國首都曼谷商業區發生連環炸爆炸，造成1死、75傷。華盛頓郵報
- 美國空軍研製的X-37B空天飞机原型机在佛羅里達州卡纳维拉尔角空军基地搭乘阿特拉斯-5型運載火箭發射升空。福克斯（页面存档备份，存于）新华网（页面存档备份，存于）
- 巴基斯坦总理优素福·拉扎·吉拉尼宣布一系列极端的节电措施，包括延长周末、禁止使用霓虹灯等，以缓解国内的能源危机。凤凰网（页面存档备份，存于）
- 深水地平線鑽井平台沉沒。

## 4月23日
- 美國路易斯安那州墨西哥灣對開的一個鑽油台焚燒了三十六小時後沉沒。十一人仍然失蹤。今日美國報（页面存档备份，存于）
- 北韓決定沒收金剛山觀光地區的南韓資產以彌補南韓單方面停止計劃兩年多的損失，並宣佈「南韓人今後將永遠不能再踏上金剛山」。
- 苏丹人民解放军与达尔富尔一个阿拉伯部落武装在南达尔富尔州发生冲突，导致58名部落武装人员死亡，85人受伤。新华网美国之音

## 4月25日
- 台灣福爾摩沙高速公路的瑪東系統交流道附近在14:32分左右發生大規模走山，雙向車道全被覆蓋，據目擊者指出有三至四部自小客車當場被埋，目前搜教人員正在巨石堆中搶救和開通。
- 中華民國總統馬英九與民主進步黨主席蔡英文首次就ECFA議題進行辯論。
- 奥地利总统海因茨·菲舍尔在当天举行的总统选举中获胜，将连任总统。新华网（页面存档备份，存于）

## 4月26日
- 苏丹总统奥马尔·巴希尔在11日至15日举行的苏丹大选中获胜，将连任总统。新华网（页面存档备份，存于）
- 美国司法部门将巴拿马前国防军总司令曼纽尔·诺列加引渡至法国受审。新华网（页面存档备份，存于）
- 由于比利时荷兰语党派与法语党派无法就布鲁塞尔首都地区的行政区划问题达成一致，国王阿尔贝二世决定接受首相伊夫·莱特姆领导的内阁集体辞职。中国日报（页面存档备份，存于）
- 连接中国福建省福州市和厦门市的高速铁路福厦铁路正式开通运营。新华网（页面存档备份，存于）

## 4月27日
- 国际信用评级机构标准普尔公司将希腊的长期主权信用评级降至垃圾级，欧美金融市场受此影响纷纷下挫。

## 4月30日
- 中国2010年上海世界博览会开幕式在上海世博文化中心举行。新华网（页面存档备份，存于）
- 泰国司法部表示抓获两名涉嫌制造一起爆炸事件的嫌疑人，与紅衫軍示威者有关。国际在线（页面存档备份，存于）
- 美国强生公司的下属公司宣布在美国、加拿大等12个国家和地区召回布洛芬、仙特明等40多个批次的药物。新华网 Archive.today的存檔，存档日期2013-04-28美国之音[永久]